# María Camila Giraldo
María Camila Giraldo (Cali, Valle del Cauca, Colombia, 10 de febrero de 1995) es una actriz y modelo colombiana, reconocida por su participación en las series de televisión Loquito por ti, La reina del flow, La reina del sur 2 y El hijo del Cacique.

## Carrera
Graduada en Comunicación Social en la Pontificia Universidad Javeriana, Giraldo inició su carrera en los medios participando en el programa de telerrealidad Colombia's Next Top Model tras participar en pasarelas de importantes eventos de modelaje en su país. Luego de desempeñarse como VJ en el canal MTV Latinoamérica, Giraldo debutó en la televisión colombiana en 2018 interpretando el papel de Estela en la telenovela Loquito por ti. Ese mismo año se le pudo ver en la serie La reina del flow interpretando el papel de Silvana. Sus créditos en televisión incluyen además producciones como Descontrol y La reina del sur. En 2019 participó en El hijo del Cacique interpretando a Malena que se estrenó en Televen.

## Filmografía

### Televisión
| Año       | Título                | Personaje                | Canal              |
| --------- | --------------------- | ------------------------ | ------------------ |
| 2024      | Griselda              | Novia de Dixon           | Netflix            |
| 2021      | De brutas, nada 2     | July Prieto              | Amazon Prime Vídeo |
| 2020-2025 | La venganza de Analia | Carmen González          | Caracol Televisión |
| 2020      | Los internacionales   | Jennifer                 | Telefe             |
| 2020      | Sangre Negra          | Camila                   |                    |
| 2019-2020 | El hijo del Cacique   | Malena                   | Televen            |
| 2019-2021 | Friendzone            | Andrea                   | Caracol Play       |
| 2019      | La Reina del Sur      | Jimena Montes            | Telemundo          |
| 2018-2019 | Loquito por ti        | Estela Rendón "Estelita" | Caracol Televisión |
| 2018      | La reina del flow     | Silvana Jaramillo        | Caracol Televisión |
| 2018      | Descontrol            | Nancy                    | Univision          |

### Películas
| Año  | Título        | Personaje      | Notas        |
| ---- | ------------- | -------------- | ------------ |
| 2024 | Crescent City | Lisa Weston    |              |
| 2021 | Scorpio       | Marta          | Cortometraje |
| 2025 | The Ritual    | Hermana Camila |              |

### Programas
| Año  | Título                    | Personaje    | Canal              |
| ---- | ------------------------- | ------------ | ------------------ |
| 2017 | VJ                        | Presentadora | MTV                |
| 2017 | Colombia's Next Top Model | Participante | Caracol Televisión |